# Eufijia flavinervis
Eufijia flavinervis är en tvåvingeart som beskrevs av Mario Bezzi 1928. Eufijia flavinervis ingår i släktet Eufijia och familjen vapenflugor.
Artens utbredningsområde är Fiji. Inga underarter finns listade i Catalogue of Life.